# Luis Daniel Oses
Oses  Campos est un nom espagnol. Le premier nom de famille, en général paternel, est Oses ; le second, en général maternel, souvent omis, est Campos.
Luis Daniel Oses Campos, né le 19 novembre 2001, est un coureur cycliste costaricien.

## Biographie
Durant sa jeunesse, Luis Daniel Oses pratique d'abord l'athlétisme. Il se spécialise dans le demi-fond, où il obtient de bons résultats au niveau national. Sa progression est toutefois entravée en 2019, lorsqu'il subit une fracture du péroné de la jambe droite. Cette blessure l'amène à s'éloigner des pistes durant de longs mois,. Il découvre néanmoins le cyclisme pendant sa rééducation, en pleine pandémie de Covid-19. Après un certain temps d'adaptation, il participe finalement à ses premières compétitions officielles dans cette discipline en 2021, alors qu'il est âgé de dix-neuf ans. 
En 2022, il se classe deuxième de la version juvénile du Tour du Costa Rica, tout en ayant remporté une étape. Il monte également sur le podium du championnat du Costa Rica du contre-la-montre espoirs. Grâce à ses performances, il connait sa première sélection en équipe nationale pour les championnats d'Amérique centrale. L'année suivante, il devient notamment vice-champion national sur route chez les espoirs. Il court par ailleurs durant quelques mois en Europe, sous les couleurs d'un club basque. 
Lors de la saison 2024, il s'impose sur le Tour du Costa Rica. Il s'agit de sa première victoire acquise sur une épreuve inscrite au calendrier de l'UCI America Tour.

## Palmarès et résultats

### Palmarès par année
- 2022
  - 2e étape de la Vuelta al Porvenir
  - 2e de la Vuelta al Porvenir
  - 3e du championnat du Costa Rica du contre-la-montre espoirs
- 2023
  - 2e du championnat du Costa Rica sur route espoirs
  - 2e de la Vuelta al Porvenir
- 2024
  - Classement général du Tour du Costa Rica

### Classements mondiaux
| Année            | 2022 | 2023 | 2024 |
| ---------------- | ---- | ---- | ---- |
| UCI America Tour | 312e |      | 309e |